# Abbazia di Sant'Eutizio
L'abbazia di Sant'Eutizio è uno dei complessi monastici più antichi in Italia. Situato nella Valle Castoriana nei pressi di Piedivalle, nel comune di Preci, questo complesso è ritenuto uno dei luoghi più importanti per il monachesimo occidentale. Diverse personalità spirituali sono state legate a questo luogo, tra cui San Benedetto e San Francesco.

## Storia
Agli inizi del V secolo nella Valcastoriana giunse un gruppo di monaci ed eremiti siriani. 
Questi padri si stabilirono nella valle ma non si costruirono un'abitazione, bensì presero dimora presso delle grotte artificiali, scavate in uno sperone di pietra sponga. In ogni grotta vivevano due monaci: un anziano chiamato “abba” e un giovane che imparava “il mestiere” di eremita; così questo insediamento monastico pre-benedettino, con l'appoggio della popolazione autoctona, diede vita ad una comunità improntata sulla regola monastica orientale. 
Lo stile di vita monastico suscitò ben presto ammirazione e interesse tra gli abitanti, i quali colsero l'umiltà e la spiritualità del loro modus vivendi. La devozione ai monaci fu tale al punto che molti abitanti si unirono alla loro comunità; questa comunità abbaziale fu fondata originariamente da Spes, Eutizio e Fiorenzo.
Il 28 marzo del 510 Spes morì ed Eutizio, date le sue grandi virtù e la sua devozione, prese il suo posto nel cenobio. Dopo la morte di Spes la comunità riuscì a mantenere un sano equilibrio e raggiunse una forma ben definita ed organizzata. Infatti, ebbe un notevole impulso: per celebrare l'impegno di Eutizio per la comunità, venne eretta la chiesa in suo onore, nella quale alla sua morte, il 23 maggio del 540, vennero deposte le proprie spoglie. Egli fu una figura molto importante per la comunità, tanto che fu chiamato l'evangelizzatore della valle.
Quando avanzò la crisi demografica, che nella tarda antichità investì l'impero romano, le invasioni barbariche rasero al suolo i paesi rendendoli deserti; l'Abbazia rimase l'unico punto di riferimento per le popolazioni smarrite della zona. Infatti, come narrano I dialoghi di Gregorio Magno, l'avvento dei Longobardi non sembrò sconvolgere la vita dell'Abbazia. 
Nel periodo altomedievale l'abbazia fu arricchita da molte donazioni; l'abate conseguì i diritti feudali su un vasto territorio, parte nell'Umbria, parte nella Marca Spoletana. Una cospicua donazione fu lasciata da donna Ageltrude, la vedova di Guido II duca di Spoleto, re d'Italia e imperatore.
La prosperità di cui godeva l'Abbazia permise ai monaci, che ormai vivevano sotto la Regola di San Benedetto, di migliorare gli edifici del complesso monastico e di dotarsi di un'efficiente biblioteca e di uno scriptorium, all'interno del quale furono redatti i celebri codici liturgici dell'Abbazia di Sant'Eutizio, codici che testimoniano la forte esperienza di vita e di fede vissuta dai monaci. In questi testi veniva celebrato lo spontaneo connubio tra il senso latino della pietas, il valore benedettino dell'ospitalità e dell'accoglienza, e quello evangelico della charitas a vantaggio dei sofferenti.
Tra le mura dell'Abbazia fu redatto uno dei più antichi e importanti documenti in volgare dopo il Placito di Montecassino: la Confessio Eutiziana, realizzata nella prima metà dell'XI secolo. La biblioteca rimase intatta fino al 1605, quando l'abate Giacomo Crescenzi, appartenente ad una nota famiglia patrizia romana, ne donò una parte (circa 35 codici con miniature) a san Filippo Neri, del quale era stato figlio spirituale.
Inoltre le donazioni permisero all'abate Teodino I nel 1180 di restaurare e ampliare la struttura; servirono molti anni per completare l'opera di restauro, che si concluse nel 1236 con Teodino II.
I monaci, mediante i loro studi, acquisirono non solo conoscenze teologiche e umanistiche, ma anche conoscenze mediche, arricchite da manuali di medicina grecoromana ma apprese soprattutto dalle esperienze di vita quotidiane. Oltre ai manuali di medicina, i monaci conservavano scrupolosamente anche le piante medicinali, in quanto la regola benedettina prevedeva che i monaci si dovessero prodigare nella cura degli infermi.
In questo momento di splendore nacque presso l'Abbazia la famosa Scuola chirurgica preciana, che rese Preci famosa in tutta Europa con l'appellativo di "Pulchra Sabina Preces Prisca Chirurgis Patria". 
Prima dell'istituzione della scuola chirurgica, però, venne stipulata una legge che impediva agli ecclesiastici di esercitare la professione medica. Questa legge fu sancita da importanti concili che avvennero tra il 1131 e il 1215; tra i divieti stabiliti, i monaci non potevano seguire corsi di diritto o di medicina, e ai sacerdoti non era permesso esercitare alcuna arte medica che prevedesse l'uso del fuoco o dell'incisione. Perciò i monaci, per evitare che la loro cultura col tempo si disperdesse, avevano trasmesso, già da tempo, agli abitanti della comunità abbaziale le loro conoscenze e abilità mediche, affinché si creasse un ambiente favorevole allo sviluppo dell'attività di chirurgia empirica della scuola.
Il XIII secolo vide consolidarsi l'autorità dei comuni, che cercavano di affermarsi nei territori circostanti per crearsi un contado. Il mondo feudale era entrato in una crisi senza via d'uscita, e anche l'abate-feudatario di Sant'Eutizio fu coinvolto in questi movimenti. I vari comuni, Norcia in primo luogo, sottrassero i castelli costruiti sul territorio dell'Abbazia e ad essa soggetti.
L'abate commendatario Giacomo Crescenzi, in carica dal 1586, intraprese una profonda trasformazione della chiesa abbaziale secondo il gusto e le esigenze devozionali controriformate, con l'aggiunta di diversi altari e la realizzazione di un importante altare maggiore, completato nel 1602 dalla pala allogata a Cristoforo Roncalli.
Nel 1956 alcuni interventi di restauro cancellarono l'assetto secentesco della chiesa. L'intera abbazia, poi, è stata danneggiata dal terremoto del 1997 e successivamente restaurata. Il complesso è stato di nuovo gravemente lesionato dai terremoti del 26 e 30 ottobre 2016 che ne hanno causato la distruzione di notevoli parti.

## Gli edifici
Al momento il complesso abbaziale è composto da una chiesa collocata su di un terrazzamento, posto tra la vallata e la scogliera, dove si trovano le antiche grotte degli eremiti. L'intero complesso si affaccia su due cortili: il primo, il più ampio, è stato affinato grazie alla presenza di due bifore trecentesche, mentre il secondo è ornato da una fontana e al suo interno possiede una transenna in pietra, scolpita a losanghe, appartenente all'antico oratorio dedicato alla Vergine. 
Dopo il recente restauro l'Abbazia offriva un'accogliente ospitalità, disponendo sia dell'edificio adiacente al complesso monastico, sia della vicina casa di Campi.

### La chiesa
Considerando la situazione precedente al terremoto del 2016, la chiesa, è a navata unica coperta a capriate, con presbiterio sopraelevato composto da due campate coperte da volta a crociera. Alla parete sinistra, presso l'ingresso, si trovava una tela con il Crocifisso tra i Santi Eutizio e Spes, pala di Cristoforo Roncalli già all'altare maggiore che reca un'iscrizione con il nome del committente, Giacomo Crescenzi, abate di Sant'Eutizio, e la data 1602. Alla parete destra era un dipinto con un Sant'Antonio Abate opera di Giovan Battista Crescenzi, marchese-pittore fratello dell'abate Giacomo, firmato e datato 1596.

## Persone legate all'Abbazia
Tra i vari personaggi che ebbero rapporti con gli ambienti dell'Abbazia, i più illustri sono San Benedetto da Norcia e San Francesco d’Assisi. 
San Benedetto faceva visita abitualmente ai monaci dell'Abbazia, specialmente a Santo Spes, suo maestro e padre spirituale. Proprio per questo l'Abbazia divenne uno dei luoghi benedettini più importanti.
San Francesco, invece, durante un viaggio verso Ascoli si fermò nei pressi dell'Abbazia poiché incuriosito dalla fama della scuola chirurgica. Durante la sua permanenza egli ottenne dall'abate Reynaldus la Chiesa di San Cataldo al Valloncello e, secondo una voce popolare dell'epoca, fu l'ispiratore della nascita del lebbrosario di San Lazzaro, nato sui terreni donati dal conte di Roccapazza.